# Loughton (stacja metra)
Loughton – stacja londyńskiego metra położona na trasie Central Line pomiędzy stacjami Buckhurst Hill a Debden. Znajduje się w Loughton w dystrykcie Epping Forest, w szóstej strefie biletowej. W 2010 roku stacja obsłużyła 2,760 miliona pasażerów.
Budynek stacji znajduje się na liście obiektów zabytkowych.

## Galeria

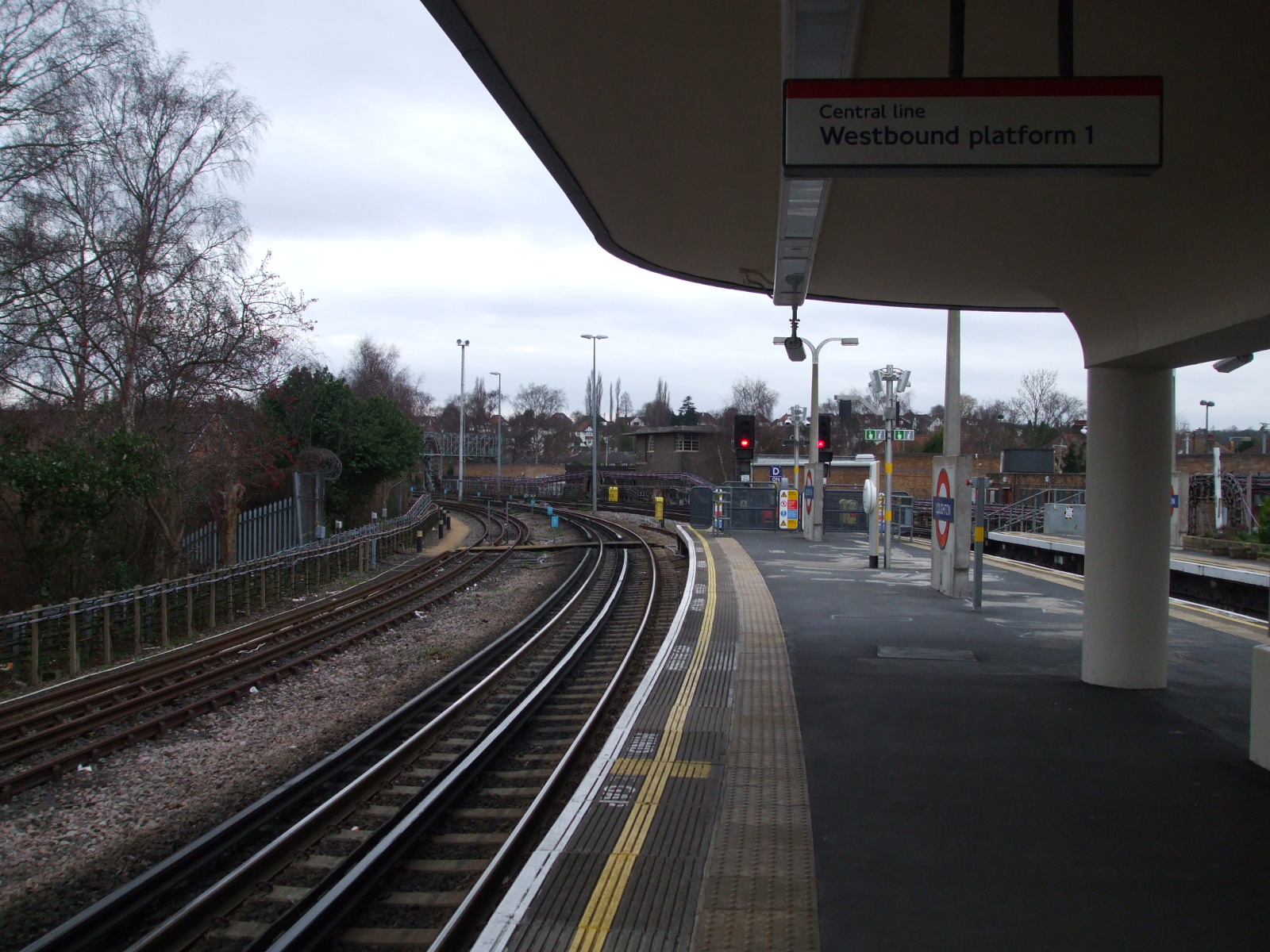
Platforma w kierunku zachodnim
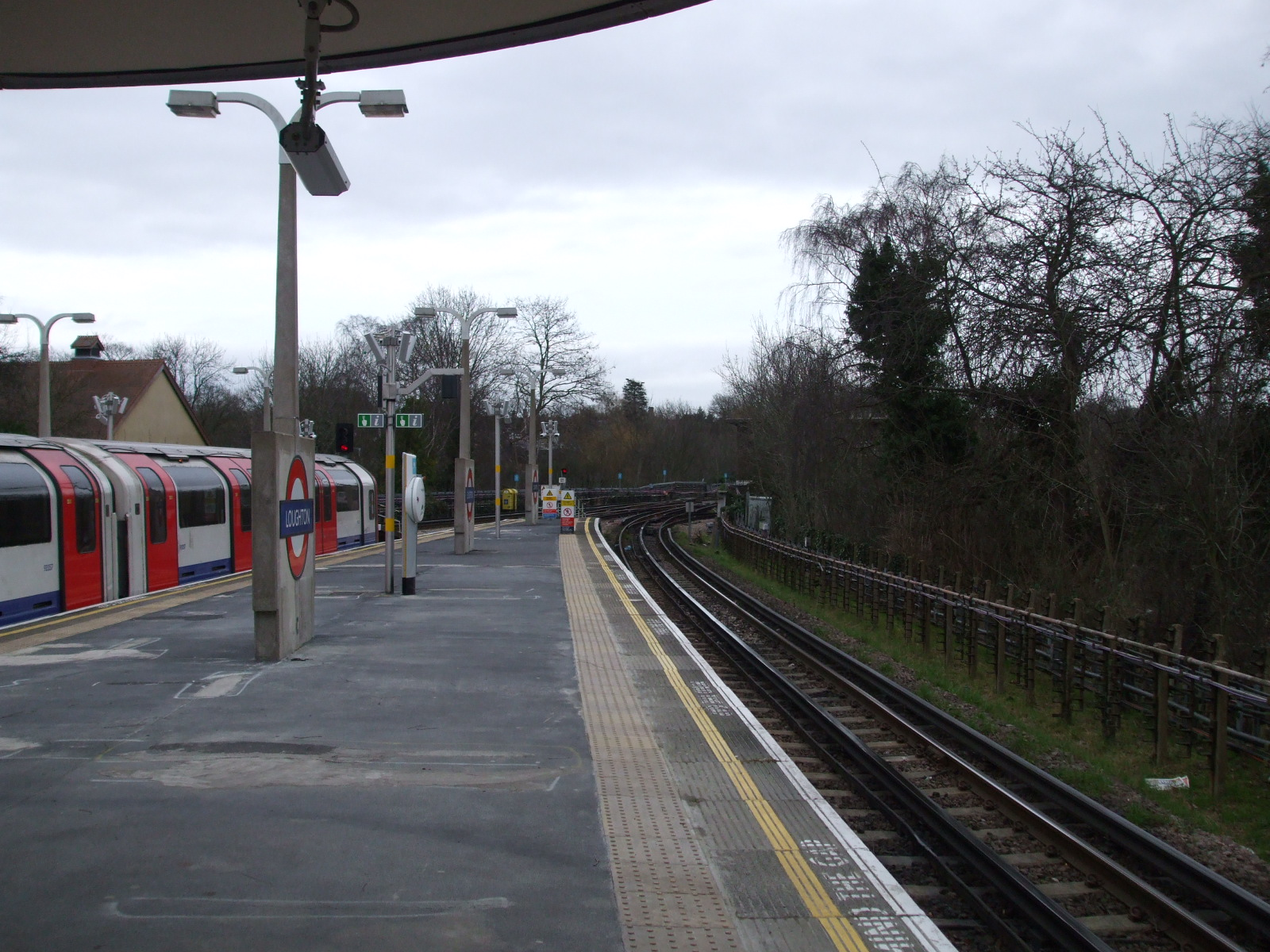
Platforma w kierunku wschodnim
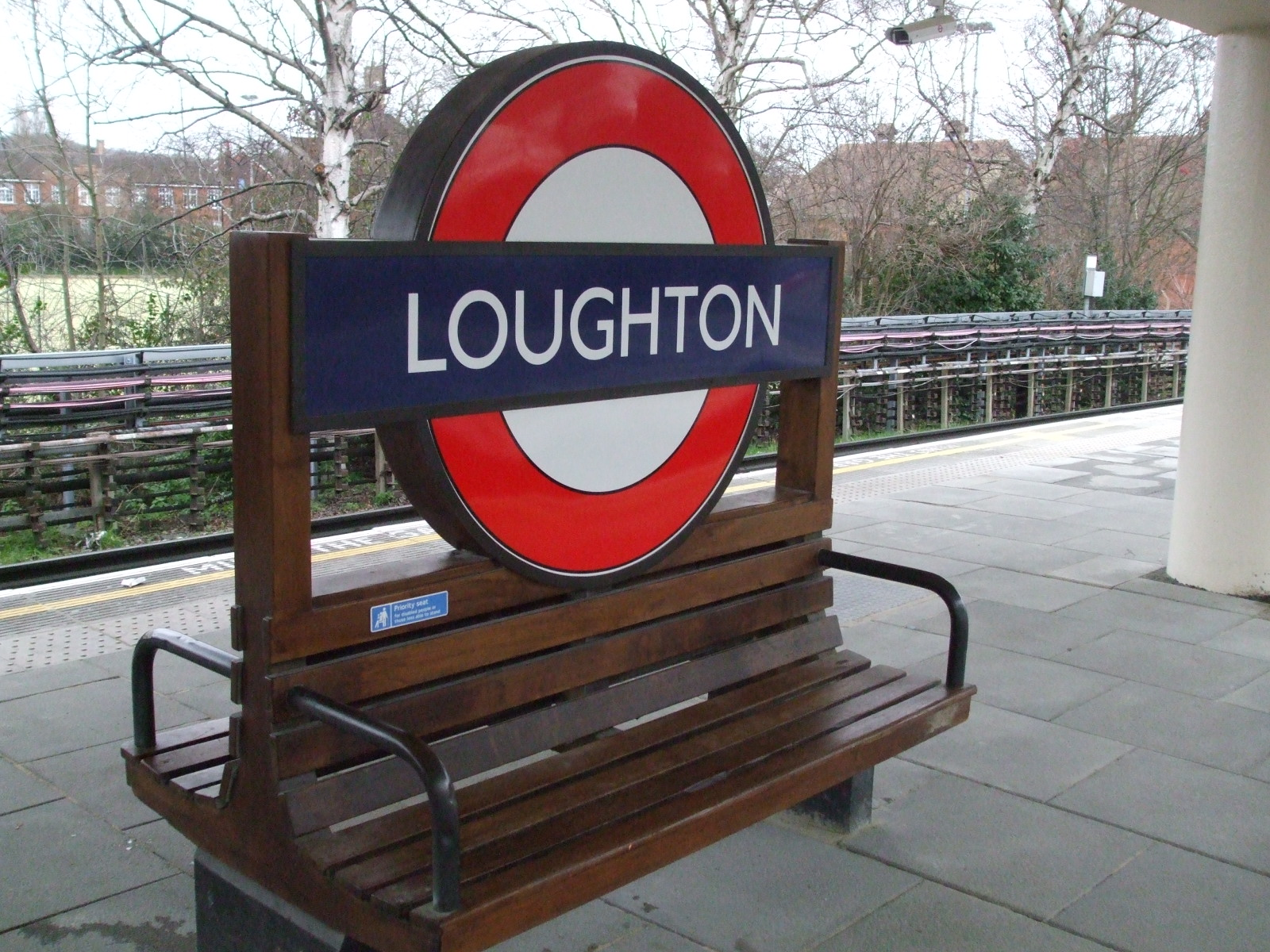
Symbol stacji